# Woody Allen
Allan Stewart Konigsberg, més conegut pel nom artístic de Woody Allen, (Bronx, Nova York, 1 de desembre de 1935) és un director, guionista, escriptor i actor de cinema estatunidenc. Ha filmat la major part de les seves pel·lícules a Nova York, la seva ciutat natal. És també clarinetista a una banda de jazz, amb la qual toca sovint al Cafè Carlyle de Nova York.

## Biografia
D'origen jueu, va néixer al districte del Bronx però es va criar a Brooklyn. Des de ben petit ja mostrà interès per la comèdia, el cinema i la literatura, i era un noi que acostumava a estar sempre sol a l'escola, atès que era molt tímid. Als catorze anys aprengué a tocar el clarinet i als setze ja començà a escriure acudits per al New York Post, el primer dels quals va ser publicat el 25 de novembre de 1952. El 1953 fou contractat per un agent publicitari per escriure acudits, i durant un any va fer uns cursos a la Universitat que no va acabar, atès que per a ells els estudis mai foren la seva prioritat. Després de treballar de guionista a la ràdio i la televisió, començà a ser reconegut pels gags que escrivia per a l'humorista Sid Caesar, el primer dels quals fou emès el 2 de novembre de 1958.
El 1960 debutà com a humorista al club Blue Angel, i el 1963 ja era reconegut a tots els Estats Units gràcies a una gira. Debutà al cinema com a guionista i actor en un paper secundari a Com va això, gateta? (estrenat als Estats Units el 22 de juny de 1965). El 1966 estrenà la seva primera obra de teatre, Don't Drink the Water i publicà uns primers contes a la revista The New Yorker. Com a director, el seu primer film va ser Take the Money and Run (estrenat el 18 d'agost de 1969), primer film dirigit i actuat per ell i que ja evidenciava la seva vis còmica. Durant la dècada dels setanta es mostrà com un director allunyat del classicisme típic de Hollywood, ja que mostrava un perfil còmic ja vist en Groucho Marx o Bob Hope, carregat d'ironia i sarcasme, i així ho demostrà amb les filmacions esbojarrades i sardòniques que dirigí i interpretà en aquells temps. La consagració va arribar amb Annie Hall (estrenada el 20 d'abril de 1977), considerada una de les millors comèdies romàntiques de la història del cinema, d'un altre tarannà en relació als metratges presentats anteriorment, i per la qual va guanyar quatre premis Oscar que no va voler anar a rebre amb l'excusa que el mateix dia de la gala tenia un concert amb el seu grup de jazz. Des de llavors Woody Allen es convertí un director reconegut i reeixit, i des del 1981 ha presentat religiosament una obra anual, exceptuant el 1987, any on dirigí September i Radio Days.
És autor d'una altra obra teatral, Play It Again, Sam (1969) i de tres llibres on hi aplega els seus contes: Getting Even (1971), Without Feathers (1975) i Side Effects (1980). Es va relacionar sentimentalment amb les actrius Diane Keaton i Mia Farrow, protagonistes de la majoria de les seves pel·lícules. D'aquesta darrera en té un fill, Satchel (nascut el 10 de desembre de 1987), però se'n separà després d'un gran escàndol, el 1993, quan es va fer pública la relació que tenia amb la filla adoptiva de la Mia Farrow (que aleshores encara era la seva parella oficial), Soon-Yi Previn, amb la qual s'acabà casant el 22 de desembre de 1997.
El 2002 va rebre el Premi Príncep d'Astúries de les Arts, cosa que dugué al fet que l'Ajuntament d'Oviedo decidís col·locar una estàtua seva en un dels carrers de la ciutat. L'obra, coneguda com a "Monumento a Woody Allen" és de Vicente Menéndez Santarúa, està feta de bronze, i datada l'any 2003.
El 2007 fou investit doctor honoris causa per la Universitat Pompeu Fabra, de Barcelona, per la seva contribució a les arts i la cultura popular.
L'any 2008 va fer una pel·lícula a Barcelona amb Scarlett Johansson, Penélope Cruz i Javier Bardem: Vicky Cristina Barcelona.
L'any 2014 estrena la comèdia romàntica Màgia a la llum de la lluna protagonitzada per Emma Stone i Colin Firth.
El 2018 Woody Allen hagué d'enfrontar-se de nou a les acusacions d'abús sexual que ja patí a principis de la dècada de 1990, i en conseqüència el film d'aquell any, A Rainy Day in New York no s'arribà a estrenar perquè Amazon en retirà el finançament, i els actors rebutjaren els pagaments rebuts per participar en la pel·lícula. No obstant això, la productora catalana Mediapro, a càrrec de Jaume Roures, oferí al director novaiorquès de rodar una nova filmació a Barcelona el 2019.

## Filmografia
| Any  | Pel·lícula | Com      | Com       | Com   | Com                                                  |
| Any  | Pel·lícula | Director | Guionista | Actor | Personatge                                           |
| ---- | --- | -------- | --------- | ----- | ---------------------------------------------------- |
| 1965 | Com va això, gateta? (What's New Pussycat?) |          | Sí        | Sí    | Victor Shakapopulis                                  |
| 1966 | Què passa, Lliri Tigrat? (What's Up, Tiger Lily?) | Sí       | Sí        | Sí    | Narrador                                             |
| 1967 | Casino Royale |          |           | Sí    | Dr. Noah/Jimmy Bond                                  |
| 1969 | Don't Drink the Water |          | Sí        |       |                                                      |
| 1969 | Take the Money and Run | Sí       | Sí        | Sí    | Virgil Starkwell                                     |
| 1971 | Men of Crisis: The Harvey Wallinger Story | Sí       | Sí        | Sí    | Harvey Wallinger                                     |
| 1971 | Bananas | Sí       | Sí        | Sí    | Fielding Mellish                                     |
| 1972 | Play It Again, Sam |          | Sí        | Sí    | Allan Felix                                          |
| 1972 | Tot el que ha volgut saber sempre sobre el sexe, però mai no ha gosat a preguntar (Everything You Always Wanted to Know About Sex* (*But Were Afraid to Ask)) | Sí       | Sí        | Sí    | El boig Fabrizio Victor Shakapopulis Espermatozou #1 |
| 1973 | El dormilega (Sleeper) | Sí       | Sí        | Sí    | Miles Monroe                                         |
| 1975 | L'última nit de Borís Gruixenko (Love and Death) | Sí       | Sí        | Sí    | Borís Gruixenko                                      |
| 1976 | El testaferro (The Front) |          |           | Sí    | Howard Prince                                        |
| 1977 | Annie Hall | Sí       | Sí        | Sí    | Alvy Singer                                          |
| 1978 | Interiors | Sí       | Sí        |       |                                                      |
| 1979 | Manhattan | Sí       | Sí        | Sí    | Isaac Davis                                          |
| 1980 | Stardust Memories | Sí       | Sí        | Sí    | Sandy Bates                                          |
| 1982 | A Midsummer Night's Sex Comedy | Sí       | Sí        | Sí    | Andrew                                               |
| 1983 | Zelig | Sí       | Sí        | Sí    | Leonard Zelig                                        |
| 1984 | Broadway Danny Rose | Sí       | Sí        | Sí    | Danny Rose                                           |
| 1985 | La rosa porpra del Caire (The Purple Rose of Cairo) | Sí       | Sí        |       |                                                      |
| 1986 | Hannah i les seves germanes (Hannah and Her Sisters) | Sí       | Sí        | Sí    | Mickey Sachs                                         |
| 1987 | Dies de ràdio (Radio Days) | Sí       | Sí        | Sí    | Narrador                                             |
| 1987 | Setembre (September) | Sí       | Sí        |       |                                                      |
| 1987 | King Lear |          |           | Sí    | Mr. Alien                                            |
| 1988 | Una altra dona (Another Woman) | Sí       | Sí        |       |                                                      |
| 1988 | Hotel Terminus: Klaus Barbie, His Life and Times |          |           |       | (productor)                                          |
| 1990 | Històries de Nova York (New York Stories) | Sí       | Sí        | Sí    | Sheldon                                              |
| 1990 | Delictes i faltes (Crimes and Misdemeanors) | Sí       | Sí        | Sí    | Cliff Stern                                          |
| 1990 | Alice | Sí       | Sí        |       |                                                      |
| 1991 | Scenes from a Mall |          |           | Sí    | Nick Fifer                                           |
| 1992 | Ombres i boira (Shadows and Fog) | Sí       | Sí        | Sí    | Kleinman                                             |
| 1992 | Marits i mullers (Husbands and Wives) | Sí       | Sí        | Sí    | Gabe Roth                                            |
| 1993 | Misteriós assassinat a Manhattan (Manhattan Murder Mystery)                                                                                                   | Sí       | Sí        | Sí    | Larry Lipton                                         |
| 1994 | Bales sobre Broadway (Bullets Over Broadway) | Sí       | Sí        |       |                                                      |
| 1994 | Don't Drink the Water | Sí       | Sí        | Sí    | Walter Hollander                                     |
| 1995 | The Sunshine Boys |          |           | Sí    | Al Lewis                                             |
| 1995 | Poderosa Afrodita (Mighty Aphrodite) | Sí       | Sí        | Sí    | Lenny                                                |
| 1996 | Tothom diu "I love you" (Everyone Says I Love You) | Sí       | Sí        | Sí    | Joe Berlin                                           |
| 1997 | Desmuntant Harry (Deconstructing Harry) | Sí       | Sí        | Sí    | Harry Block                                          |
| 1997 | Wild Man Blues |          |           | Sí    | Ell mateix                                           |
| 1998 | Celebrity | Sí       | Sí        |       |                                                      |
| 1998 | The Impostors |          |           | Sí    | Audition Director                                    |
| 1998 | Formiguez (Antz) |          |           | Sí    | Z (veu)                                              |
| 1999 | Acords i desacords (Sweet and Lowdown) | Sí       | Sí        | Sí    | Narrador                                             |
| 2000 | Embolic a l'Havana (Company Man) |          |           | Sí    | Ambaixador estatunidenc                              |
| 2000 | Lladres d'estar per casa (Small Time Crooks) | Sí       | Sí        | Sí    | Ray                                                  |
| 2000 | Light Keeps Me Company |          |           | Sí    | Ell mateix                                           |
| 2000 | Trossets picants (Picking Up the Pieces) |          |           | Sí    | Tex Crowley                                          |
| 2001 | La maledicció de l'escorpí de Jade (The Curse of the Jade Scorpion)                                                                                           | Sí       | Sí        | Sí    | C.W. Briggs                                          |
| 2001 | Sounds from a Town I Love | Sí       | Sí        |       |                                                      |
| 2001 | Stanley Kubrick: A Life in Pictures |          |           | Sí    | Ell mateix                                           |
| 2001 | The Concert for New York City |          |           | Sí    | Ell mateix                                           |
| 2002 | Woody Allen: A Life in Film |          |           | Sí    | Ell mateix                                           |
| 2002 | The Magic of Fellini |          |           | Sí    | Ell mateix                                           |
| 2002 | Un final made in Hollywood (Hollywood Ending) | Sí       | Sí        | Sí    | Val Waxman                                           |
| 2003 | Qualsevol altra cosa (Anything Else) | Sí       | Sí        | Sí    | David Dobel                                          |
| 2003 | Charlie: The Life and Art of Charles Chaplin |          |           | Sí    | Ell mateix                                           |
| 2004 | Francois Truffaut, une Autobiographie |          |           | Sí    | Ell mateix                                           |
| 2004 | Melinda i Melinda (Melinda and Melinda) | Sí       | Sí        |       |                                                      |
| 2005 | The Ballad of Greenwich Village |          |           | Sí    | Ell mateix                                           |
| 2005 | The Outsider |          |           | Sí    | Ell mateix                                           |
| 2005 | Match Point | Sí       | Sí        |       |                                                      |
| 2006 | Scoop | Sí       | Sí        | Sí    | Sid Waterman                                         |
| 2006 | Home |          |           | Sí    | Ell mateix                                           |
| 2007 | El somni de Cassandra (Cassandra's Dream) | Sí       | Sí        |       |                                                      |
| 2008 | Vicky Cristina Barcelona | Sí       | Sí        |       |                                                      |
| 2009 | Si funciona... (Whatever Works) | Sí       | Sí        |       |                                                      |
| 2010 | Coneixeràs l'home dels teus somnis (You Will Meet a Tall Dark Stranger)                                                                                       | Sí       | Sí        |       |                                                      |
| 2011 | Midnight in Paris | Sí       | Sí        |       |                                                      |
| 2012 | A Roma amb amor (To Rome with Love) | Sí       | Sí        | Sí    | Jerry                                                |
| 2012 | Paris Manhattan |          |           | Sí    | Ell mateix                                           |
| 2013 | Blue Jasmine | Sí       | Sí        |       |                                                      |
| 2013 | Fading Gigolo |          |           | Sí    | Murray                                               |
| 2014 | Màgia a la llum de la lluna (Magic in the Moonlight) | Sí       | Sí        |       |                                                      |
| 2015 | Irrational Man | Sí       | Sí        |       |                                                      |
| 2016 | Café Society | Sí       | Sí        |       | Narrador (veu)                                       |
| 2017 | Wonder Wheel | Sí       | Sí        |       |                                                      |
| 2019 | Dia de pluja a Nova York (A Rainy Day in New York) | Sí       | Sí        |       |                                                      |
| 2020 | Rifkin's Festival | Sí       | Sí        | Sí    |                                                      |
| 2023 | Golpe de suerte (Coup de chance) | Sí       | Sí        |       |                                                      |

## Premis i nominacions cinematogràfics
Durant la seva carrera com a director de cinema, guionista i actor, Woody Allen ha rebut diversos guardons, incloent-hi tres Oscars, un Globus d'Or i diversos BAFTAs, molts dels quals no va voler recollir personalment.

### Oscar
| Any  | Pel·lícula                  | Categoria            | Resultat   |
| ---- | --------------------------- | -------------------- | ---------- |
| 1978 | Annie Hall                  | Millor pel·lícula    | Guanyadora |
| 1978 | Annie Hall                  | Millor guió original | Guanyador  |
| 1978 | Annie Hall                  | Millor director      | Guanyador  |
| 1978 | Annie Hall                  | Millor actor         | Nominat    |
| 1979 | Interiors                   | Millor director      | Nominat    |
| 1979 | Interiors                   | Millor guió original | Nominat    |
| 1980 | Manhattan                   | Millor guió original | Nominat    |
| 1985 | Broadway Danny Rose         | Millor director      | Nominat    |
| 1985 | Broadway Danny Rose         | Millor guió original | Nominat    |
| 1986 | La rosa porpra del Caire    | Millor guió original | Nominat    |
| 1987 | Hannah i les seves germanes | Millor pel·lícula    | Nominada   |
| 1987 | Hannah i les seves germanes | Millor director      | Nominat    |
| 1987 | Hannah i les seves germanes | Millor guió original | Guanyador  |
| 1988 | Dies de ràdio               | Millor guió original | Nominat    |
| 1990 | Delictes i faltes           | Millor director      | Nominat    |
| 1990 | Delictes i faltes           | Millor guió original | Nominat    |
| 1991 | Alice                       | Millor guió original | Nominat    |
| 1993 | Marits i mullers            | Millor guió original | Nominat    |
| 1995 | Bales sobre Broadway        | Millor director      | Nominat    |
| 1995 | Bales sobre Broadway        | Millor guió original | Nominat    |
| 1996 | Poderosa Afrodita           | Millor guió original | Nominat    |
| 1998 | Desmuntant Harry            | Millor guió original | Nominat    |
| 2006 | Match Point                 | Millor guió original | Nominat    |
| 2012 | Midnight in Paris           | Millor guió original | Guanyador  |
| 2012 | Midnight in Paris           | Millor director      | Nominat    |
| 2013 | Blue Jasmine                | Millor guió original | Nominat    |

### Globus d'Or
| Any  | Pel·lícula                  | Categoria                          | Resultat   |
| ---- | --------------------------- | ---------------------------------- | ---------- |
| 1978 | Annie Hall                  | Millor pel·lícula musical o còmica | Nominada   |
| 1978 | Annie Hall                  | Millor director                    | Nominat    |
| 1978 | Annie Hall                  | Millor actor                       | Nominat    |
| 1978 | Annie Hall                  | Millor guió                        | Nominat    |
| 1979 | Interiors                   | Millor director                    | Nominat    |
| 1979 | Interiors                   | Millor guió                        | Nominat    |
| 1986 | Zelig                       | Millor pel·lícula musical o còmica | Nominada   |
| 1986 | Zelig                       | Millor actor                       | Nominat    |
| 1986 | La rosa porpra del Caire    | Millor pel·lícula musical o còmica | Nominada   |
| 1986 | La rosa porpra del Caire    | Millor guió                        | Guanyadora |
| 1987 | Hannah i les seves germanes | Millor pel·lícula musical o còmica | Guanyadora |
| 1987 | Hannah i les seves germanes | Millor director                    | Nominat    |
| 1987 | Hannah i les seves germanes | Millor guió                        | Nominat    |
| 2006 | Match Point                 | Millor director                    | Nominat    |
| 2006 | Match Point                 | Millor guió                        | Nominat    |
| 2012 | Midnight in Paris           | Millor guió                        | Guanyador  |
| 2012 | Midnight in Paris           | Millor director                    | Nominat    |

### BAFTA
| Any  | Pel·lícula                  | Categoria              | Resultat   |
| ---- | --------------------------- | ---------------------- | ---------- |
| 1978 | Annie Hall                  | Millor director        | Guanyador  |
| 1978 | Annie Hall                  | Millor guió original   | Guanyador  |
| 1978 | Annie Hall                  | Millor actor           | Nominat    |
| 1980 | Manhattan                   | Millor direcció        | Nominat    |
| 1980 | Manhattan                   | Millor actor           | Nominat    |
| 1980 | Manhattan                   | Millor guió original   | Guanyador  |
| 1984 | Zelig                       | Millor guió original   | Nominat    |
| 1985 | Broadway Danny Rose         | Millor guió original   | Guanyador  |
| 1986 | La rosa porpra del Caire    | Millor pel·lícula      | Guanyadora |
| 1986 | La rosa porpra del Caire    | Millor guió original   | Guanyador  |
| 1987 | Hannah i les seves germanes | Millor pel·lícula      | Nominada   |
| 1987 | Hannah i les seves germanes | Millor direcció        | Guanyador  |
| 1987 | Hannah i les seves germanes | Millor actor           | Nominat    |
| 1987 | Hannah i les seves germanes | Millor guió original   | Guanyador  |
| 1988 | Dies de ràdio               | Millor pel·lícula      | Nominada   |
| 1988 | Dies de ràdio               | Millor guió original   | Nominat    |
| 1991 | Delictes i faltes           | Millor pel·lícula      | Nominada   |
| 1991 | Delictes i faltes           | Millor direcció        | Nominat    |
| 1991 | Delictes i faltes           | Millor guió original   | Nominat    |
| 1993 | Marits i mullers            | Millor guió original   | Guanyador  |
| 1996 | Bales sobre Broadway        | Millor guió original   | Nominat    |
| 1997 | Per la seva obra            | Premi Honorífic        | Guanyador  |
| 2012 | Midnight in Paris           | Millor guió original   | Nominat    |
| 2013 | Blue Jasmine                | Millor guió original   | Nominat    |
| 2014 | Per la seva obra            | Premi Cecil B. DeMille | Guanyador  |

### Festivals de Cinema
Festival Internacional de Cinema de Berlín
| Any  | Pel·lícula                      | Categoria   | Resultat  |
| ---- | ------------------------------- | ----------- | --------- |
| 1975 | L'última nit de Borís Gruixenko | Os d'Or     | Nominada  |
| 1975 | Per la seva obra                | Os de Plata | Guanyador |

Festival Internacional de Cinema de Canes
| Any  | Pel·lícula               | Categoria | Resultat  |
| ---- | ------------------------ | --------- | --------- |
| 1985 | La rosa porpra del Caire | FIPRESCI  | Guanyador |

Festival Internacional de Cinema de Catalunya
| Any  | Pel·lícula                         | Categoria    | Resultat  |
| ---- | ---------------------------------- | ------------ | --------- |
| 2001 | La maledicció de l'escorpí de Jade | Gran angular | Guanyador |

Festival Internacional de Cinema de Sant Sebastià
| Any  | Pel·lícula       | Categoria      | Resultat  |
| ---- | ---------------- | -------------- | --------- |
| 2004 | Per la seva obra | Premi Donostia | Guanyador |

Festival Internacional de Cinema de Venècia
| Any  | Pel·lícula       | Categoria | Resultat  |
| ---- | ---------------- | --------- | --------- |
| 1995 | Per la seva obra | Lleó d'Or | Guanyador |

### Altres premis
Premis Bodil
| Any  | Pel·lícula                  | Categoria                       | Resultat   |
| ---- | --------------------------- | ------------------------------- | ---------- |
| 1978 | Annie Hall                  | Millor pel·lícula no europea    | Guanyadora |
| 1980 | Manhattan                   | Millor pel·lícula no europea    | Guanyadora |
| 1984 | Zelig                       | Millor pel·lícula no europea    | Guanyadora |
| 1986 | La rosa porpra del Caire    | Millor pel·lícula no europea    | Guanyadora |
| 1987 | Hannah i les seves germanes | Millor pel·lícula no europea    | Guanyadora |
| 2009 | Vicky Cristina Barcelona    | Millor pel·lícula estatunidenca | Nominada   |

Premis Butaca
| Any  | Pel·lícula               | Categoria                 | Resultat   |
| ---- | ------------------------ | ------------------------- | ---------- |
| 1996 | Poderosa Afrodita        | Millor pel·lícula d'autor | Guanyadora |
| 1997 | Everyone Says I Love You | Millor pel·lícula d'autor | Guanyadora |
| 1998 | Desmuntant Harry         | Millor pel·lícula d'autor | Nominada   |

Premis César
| Any  | Pel·lícula                       | Categoria                    | Resultat   |
| ---- | -------------------------------- | ---------------------------- | ---------- |
| 1978 | Annie Hall                       | Millor pel·lícula estrangera | Nominada   |
| 1980 | Manhattan                        | Millor pel·lícula estrangera | Guanyadora |
| 1986 | La rosa porpra del Caire         | Millor pel·lícula estrangera | Guanyadora |
| 1987 | Hannah i les seves germanes      | Millor pel·lícula estrangera | Nominada   |
| 1992 | Alice                            | Millor pel·lícula estrangera | Nominada   |
| 1993 | Marits i mullers                 | Millor pel·lícula estrangera | Nominada   |
| 1994 | Misteriós assassinat a Manhattan | Millor pel·lícula estrangera | Nominada   |
| 1998 | Everyone Says I Love You         | Millor pel·lícula estrangera | Nominada   |
| 2006 | Match Point                      | Millor pel·lícula estrangera | Nominada   |

Premi David di Donatello
| Any  | Pel·lícula                  | Categoria                            | Resultat   |
| ---- | --------------------------- | ------------------------------------ | ---------- |
| 1984 | Zelig                       | Millor actor estranger               | Guanyador  |
| 1985 | Broadway Danny Rose         | Millor guió estranger                | Guanyador  |
| 1987 | Hannah i les seves germanes | Millor guió estranger                | Guanyador  |
| 1990 | Delictes i faltes           | Millor guió estranger                | Guanyador  |
| 2006 | Match Point                 | Millor pel·lícula de la Unió Europea | Guanyadora |

Premis Goya
| Any  | Pel·lícula        | Categoria                 | Resultat   |
| ---- | ----------------- | ------------------------- | ---------- |
| 2006 | Match Point       | Millor pel·lícula europea | Guanyadora |
| 2007 | Scoop             | Millor pel·lícula europea | Nominada   |
| 2012 | Midnight in Paris | Millor guió original      | Nominat    |

Fotogramas de Plata
| Any  | Pel·lícula               | Categoria                            | Resultat   |
| ---- | ------------------------ | ------------------------------------ | ---------- |
| 1974 | Play It Again, Sam       | Millor intèrpret de cinema estranger | Guanyador  |
| 1986 | La rosa porpra del Caire | Millor pel·lícula estrangera         | Guanyadora |

Premis Independent Spirit
| Any  | Pel·lícula               | Categoria   | Resultat  |
| ---- | ------------------------ | ----------- | --------- |
| 1995 | Bales sobre Broadway     | Millor guió | Nominat   |
| 2009 | Vicky Cristina Barcelona | Millor guió | Guanyador |

Premi Sant Jordi de Cinematografia
| Any  | Pel·lícula               | Categoria                    | Resultat   |
| ---- | ------------------------ | ---------------------------- | ---------- |
| 1979 | Interiors                | Millor pel·lícula estrangera | Guanyadora |
| 2006 | Match Point              | Millor pel·lícula estrangera | Guanyadora |
| 2009 | Vicky Cristina Barcelona | Millor pel·lícula espanyola  | Guanyadora |